# Beulah (Észak-Dakota)
Beulah város az USA Észak-Dakota államában, Mercer megyében. Lakosainak száma 3058 fő (2020. április 1.).

## Népesség
A település népességének változása:
| Lakosok száma | 552  | 3121 | 3058 |
|               | 1920 | 2010 | 2020 |